# فرشته‌ای به بابل می‌آید
فرشته‌ای به بابل می‌آید (به آلمانی: Ein Engel kommt nach Babylon، به انگلیسی: An Angel Comes to Babylon) نمایشنامه‌ای از فریدریش دورنمات است که در سال ۱۹۵۳ نگارش شده‌است.

## خلاصه نمایشنامه
پادشاه بابل، بخت‌النصر، قصد دارد در راستای کمال امپراتوری خود، گدایی را به طور کامل از بین ببرد. از آنجا که در گذشته نتوانسته آخرین گدای بابل، آکی را به خدمت خود درآورد، خود لباس گدایی می‌پوشد و خود را انشمش‌تکلکو، گدایی نینوایی معرفی می‌کند. فرشته‌ای در لباس گدایی با خود کوروبی، دختری محجبه و بهشتی را می‌آورد تا او را به پست‌ترین آدمیان، که در اینجا منظور آکی گدا است، هدیه دهد. از آنجا که فرشته، آکی و بخت‌النصر در لباس گدایی یک‌دیگر را ملاقات می‌کنند، هر کدام در مأموریت خود شک کرده و آکی مسابقه‌ای طراحی می‌کند. در این مسابقه که از طلوع آفتاب برگزار می‌شود، اگر بخت‌النصر بهتر گدایی کرد آکی باید گدایی را کنار گذاشته و خود را به دولت معرفی کند؛ در صورتی که آکی بهتر گدایی کرد، بخت‌النصر باید به نینوا بازگردد و آکی می‌تواند به گدایی ادامه دهد. در این مسابقه از شهروندان مختلف بابل که به‌ترتیب دو کارگر، انگیبی (شیر خر فروش)، تبتوم، گیمیل (بانکدار بابل) و سه سرباز که نمرود شاه سابق بابل را زندانی کرده‌اند گدایی می‌کنند. آکی در تمام مسابقه‌ها پیروز می‌شود و به‌عنوان آخرین گدایی خود، نمرود را گدایی می‌کند. فرشته از آنجا که مأموریت داشته کوروبی را به پست‌ترین آدمیان دهد، کوروبی را به بخت‌النصر هدیه می‌دهد. بخت‌النصر کوروبی را همراه با چند سکه به آکی می‌دهد و در ازای آن نمرود را می‌گیرد. آکی همراه با کوروبی زندگی می‌کند و شاه بابل تصمیم می‌گیرد از توانایی‌های آکی استفاده کند و برای او شرط می‌کند یا به پادشاهی‌اش بپیوندد یا اعدام می‌شود. در این حین مردم بابل عاشق کوروبی می‌شوند و هر کدام سعی می‌کندد با شاعری عشق خود را به کوروبی نشان دهند. فرشته در ظاهر بهشتی خود ظاهر می‌شود تا از وضعیت کوروبی باخبر شود و برای گشت‌وگذار بیشتر در زمین آن‌جا را ترک می‌کند. مردم با فهمیدن این موضوع که کوروبی دختری بهشتی است شورش کرده و او را با خود به قصر بخت‌النصر می‌برند تا پادشاه با او ازدواج کند. آکی تنها می‌شود و با فرا رسیدن ضرب‌الاجل بخت‌النصر، جلادی برای اعدام آکی حاضر می‌شود اما آکی مغازهٔ کتاب‌فروشی دست‌دومی را که گدایی کرده در ازای شغل او مبادله می‌کند. آکی در لباس جلادی مقابل بخت‌النصر حضور پیدا می‌کند و همراه با کوروبی از قصر بخت‌النصر فرا می‌کنند.

## ترجمه فارسی
برای اولین بار علی نجیمی این نمایشنامه را به فارسی ترجمه کرده‌است.